# Ааре
А́аре (нім. Aare) — річка в Швейцарії, ліва притока Рейну. Найдовша річка, що протікає виключно територією Швейцарії.
Довжина — 295 км. Площа басейну — 17 800 км², середньорічний стік — 560 м³/с . Бере початок в однойменному льодовику на висоті близько 2310 м над р. м. в Бернських Альпах, тече по Швейцарському плоскогір'ю через низку озер, впадає до Рейну у кантоні Ааргау. У верхів'ї типова гірська річка. Для річки характерні весняно-літня повінь та зимові й літні паводки. Судноплавна від озера Тун.

## Гідроелектростанції
На Ааре побудовані ГЕС міст Берн і Тун.
- ГЕС Гандек 1
- ГЕС Гандек 2
- ГЕС Іннерткірхен 1
- ГЕС Гопфлауенен
- ГЕС Іннерткірхен 2
- ГЕС Грімзель 1
- ГАЕС Грімзель 2